# Börzsönyi Kollarits Ferenc
Börzsönyi-Kollarits Ferenc (Budapest, 1901. október 26. – Budapest, 1963. augusztus 23.) magyar festő.

## Élete
Villanyszerelőként dolgozott. Művészi tanulmányait Podolini-Volkmann Artúr szabadiskolájában kezdte, ide három évig járt. 1924-ben a növendékek munkáiból kiállítást rendeztek, itt mutatkozott be és aratott sikert először, mivel munkái egytől egyig vevőre találtak. A keresett pénzzel Párizsba utazott, 1924-25-ben a Julian Akadémia növendéke volt, számos párizsi kiállításon vett részt. Budapestre való visszatérése után egy ideig részt vett a művészeti életben, majd 1930-tól 1945-ig visszavonult. 1945 után aktívan bekapcsolódott a képzőművészet újjászervezésébe, 1946-tól feloszlásáig tagja volt az Európai Iskolának. 1946-tól 1961-ig visszavonultan alkotott, utolsó éveiben ismét részt vett kiállításokon. 1936-ban, majd 1942-ben küldött egy-egy képet a Nemzeti Szalon és a Műcsarnok tavaszi tárlatára. A Magyar Nemzeti Galériában 1967-ben volt emlékkiállítása, utoljára a Haas Galéria rendezte meg emlékkiállítását 2005. március 18. és április 16. között.

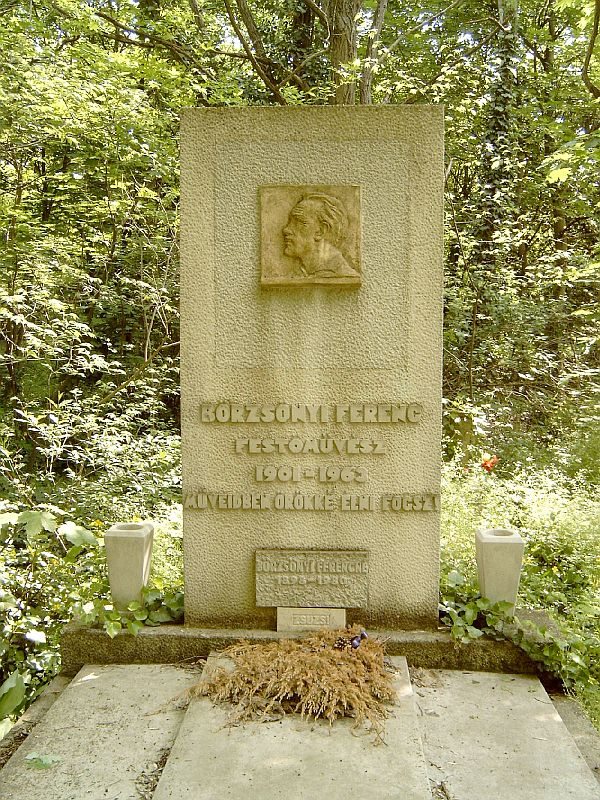
Börzsönyi Kollarits Ferenc sírja Budapesten. Új köztemető: 153-1-179/180

## Művei
Műveit a természeti látvány ihlette ugyan, de élményeit erősen átfogalmazta (tájképek, aktok, többalakos kompozíciók, portrék, életképek, csendéletek). Valamennyi képébe belevetítette feszültségekkel teli világlátását, borongós hangulatait. Az 1924-1930 között sötét színekkel festett erőteljes kompozícióin impresszionisztikus hangvétel érződik. Az 1940-es években főként lehangoló külvárosi tájakat festett. Erőteljes formák, monumentális kompozíció jellemzi műveit.  Főbb művei:
- Ilonka (1926)
- Muskátlik az ablakban (1934)
- A Bánki tónál (1946)
- Borús táj (1950)
- Dunapart (1958)